# اوای سیاه
اِوایِ سیاه (ایتالیایی: Eva nera) که با نام زنِ سیاه‌کبرا (انگلیسی: Black Cobra Woman) هم شناخته می‌شود، یک فیلم بهره‌کشی به کارگردانی جو داماتو است که در سال ۱۹۷۶ منتشر شد. از بازیگران فیلم می‌توان به لورا خمسر، جک پالانس و گابریله تینتی اشاره کرد.